# 圣热姆 (马恩省)
圣热姆（法語：Sainte-Gemme，法語發音：[sɛ̃t ʒɛm]）是法国马恩省的一个市镇，属于兰斯区。

## 地理
圣热姆（49°8'26"N, 3°40'15"E）面积7.25 平方千米，位于法国大東部大區马恩省，该省份为法国东北部内陆省份，北起阿登省，西北接埃纳省，西南接塞纳-马恩省，南至奥布省，东南接上马恩省，东临默兹省。
与圣热姆接壤的市镇（或旧市镇、城区）包括：谢尔日、古桑库尔、龙谢尔、维莱阿格龙-艾吉济、尚瓦西、帕西格里尼。

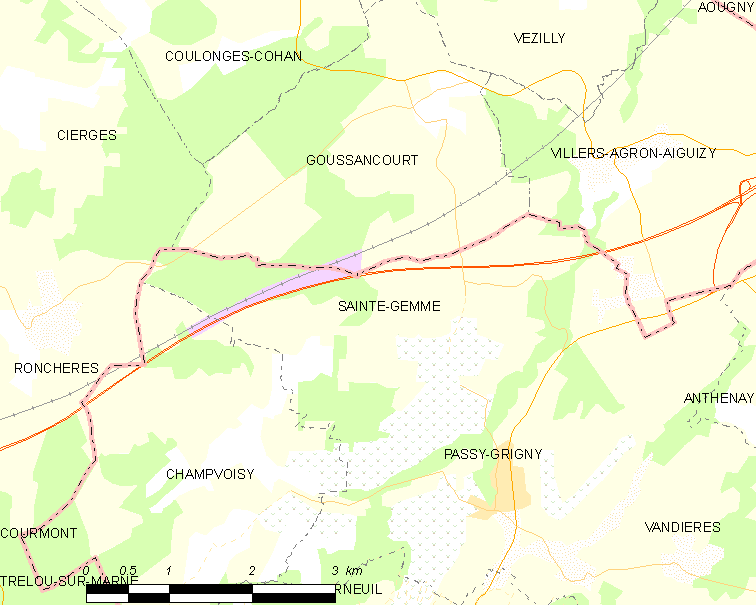
的OSM定位图

圣热姆的时区为UTC+01:00、UTC+02:00（夏令时）。

## 行政
圣热姆的邮政编码为51700，INSEE市镇编码为51480。

## 政治
圣热姆所属的省级选区为多尔芒-香槟景县。

## 人口

1962-2008年间人口变化图示

圣热姆于2022年1月1日时的人口数量为134人。